# 布津新田站
布津新田站（日语：／ Futsushinden eki */?）是位於長崎縣南島原市布津町大崎2092番4號，島原鐵道島原鐵道線的已停用車站。

## 歷史
- 1929年（昭和4年）5月17日 - 口之津鐵道車站啟用。啟用當初是停留場。
- 1943年（昭和18年）7月1日 - 公司合併，成為島原鐵道車站。
- 1985年（昭和60年）7月 - 新候車室竣工。
- 2008年（平成20年）4月1日 - 隨著島原外港站至加津佐站之間廢止，此站也永久停用。

## 車站構造
此站是地面車站，設有1面1線的單式月台。此站沒有車站大樓，於月台上設有候車室。此站是無人車站。

## 車站周邊
車站附近較多住宅。
- 國道251號（日语：国道251号）

## 使用狀況
在此站最後的一個營業年度（2007年度），一年總乘車人次為5,291人，下車人次為6,141人。
以下為一年總乘車人次和下車人次變化。
| 年度               | 一年總 乘車人次 | 一年總 下車人次 |
| ------------------ | --------------- | --------------- |
| 1997年（平成09年） | 6,947           | 7,142           |
| 1998年（平成10年） | 5,768           | 5,933           |
| 1999年（平成11年） | 7,356           | 7,083           |
| 2000年（平成12年） | 9,059           | 9,162           |
| 2001年（平成13年） | 10,601          | 10,514          |
| 2002年（平成14年） | 12,759          | 12,758          |
| 2003年（平成15年） | 11,886          | 11,865          |
| 2004年（平成16年） | 9,772           | 9,564           |
| 2005年（平成17年） | 9,315           | 9,354           |
| 2006年（平成18年） | 7,451           | 7,302           |
| 2007年（平成19年） | 5,291           | 6,141           |

## 相鄰車站
島原鐵道
島原鐵道線
深江－布津新田－布津

## 注腳
1. ↑  第56版（平成21年）長崎統計年鑑 （页面存档备份，存于）（日語） - 長崎縣
2. ↑  長崎縣統計年鑑  （页面存档备份，存于）（日語）